# Sophie de Niederhausern
Sophie de Niederhausern, née à Genève le 12 janvier 1856, et morte à Vésenaz le 4 janvier 1926, est une artiste suisse, peintre paysagiste. Elle est la sœur du sculpteur Auguste de Niederhausern (dit Rodo).

## Biographie
Née en 1856 à Genève, Sophie de Niederhäusern, peintre payasagiste, fut élève d'Albert Gos et Virginie Demont-Breton. 
Elle fut membre de la Société suisse des femmes peintres et sculpteurs. De ce fait, elle exposa dans plusieurs musées en Suisse.
Elle décède dans sa villa à Vésenaz, le 4 janvier 1926 à l'âge de 70 ans.

## Expositions
Les œuvres suivantes ont été exposées dans plusieurs Musées en Suisse 
- 1889 : "Vieux pommiers", "Avant l'orage", "En avril, environs de Genève", Exposition universelle de Paris [4]
- 1892 : "Le marais en automne (Bouveret)", "Barque en réparation (St-Gingolph)", "Après-midi de novembre (Belotte près Genève)", Deuxième Exposition nationale des beaux-arts, Berne[5]
- 1906 : "Automne", Exposition à Schaffhouse, Imthurneum[6]
- 1908 :  "Juin", "Solitude", "Marais", Exposition de la Société suisse des femmes peintres, sculpteurs : Bâtiment électoral, Genève[7]
- 1923 : "Nuages d'été (lac)", "Le vieux vase (Zinnias)", Exposition, Société suisse des femmes peintres et sculpteurs : Musée Rath, Genève[8]
- 1928 : "Chemin sous les chênes", "Etude", Exposition au Kunstmuseum de Berne[9]
- 1929 : "Chemin montant", "Brumes d'automne", "Verger à Collonges-Bellerive", "Collonges-Bellerive", "Chemin sous les chênes", "Chemin près Vesenaz", "En mai", Exposition, section de Genève de la Société suisse des femmes peintres, sculpteurs, décorateurs : Musée Rath, Genève[10]
- 1930 : "Clairière près Bellerive", "Allée à Caran", Exposition municipale des beaux-arts, Musée Rath[11]

## Collections publiques
- "Matinée d'octobre, près de Bellerive", Musée d'art et d'histoire de Genève Collections des MAH en ligne
- "Le Marais", Musée d'art et d'histoire de Genève Collections des MAH en ligne